# ینگجه (انگوران)
ینگجه یک منطقهٔ مسکونی در ایران است که در استان زنجان واقع شده‌است. براساس سرشماری مرکز آمار ایران در سال ۱۳۹۵، ینگجه ۲۳۹ نفر جمعیت دارد.